# Bóng đá trong nhà tại Đại hội Thể thao Trong nhà châu Á 2007
Bóng đá trong nhà là môn thi đấu chính thức của Đại hội Thể thao Trong nhà châu Á 2007 diễn ra tại Ma Cao, Trung Quốc từ ngày 26 tháng 10 đến ngày 3 tháng 11 năm 2007.

## Tổng kết

### Bảng thành tích
| 1       | Iran (IRI)       | 1 | 0 | 0 | 1 |
| 1       | Nhật Bản (JPN)   | 1 | 0 | 0 | 1 |
| 3       | Thái Lan (THA)   | 0 | 2 | 0 | 2 |
| 4       | Uzbekistan (UZB) | 0 | 0 | 2 | 2 |
| Tổng số | Tổng số          | 2 | 2 | 2 | 6 |

### Đội chiến thắng
| Nội dung | Vàng | Bạc | Đồng |
| -------- | --- | --- | --- |
| Nam      | Iran · Mostafa Nazari · Mohammad Mehdi Katebi · Hassan Doniaei · Mostafa Tayyebi · Ali Kiaei · Majid Latifi · Ali Asghar Hassanzadeh · Mohammad Keshavarz · Masoud Daneshvar · Mohammad Taheri · Ahmad Mola-Ali · Hossein Mahdavinia · Sajjad Bandi · Ebrahim Masoudi | Thái Lan · Parinya Pandee · Sukrit Rojjanametheesap · Natthapon Suttiroj · Panuwat Janta · Lertchai Issarasuwipakorn · Panomkorn Saisorn · Anucha Munjarern · Prasert Innui · Ekkapong Suratsawang · Ekkapan Suratsawang · Nuttapun Namboonmee · Sermphan Khumthinkaew · Kiatiyot Chalarmkhet · Surapong Tompa | Uzbekistan · Bekzod Khasanov · Bahtiyor Ahunbabaev · Nodir Elibaev · Shuhrat Tojiboev · Shavkat Abduraimov · Javlon Anorov · Shavkatbek Muhitdinov · Umid Ergashev · Hayrullo Hodjimitzaev · Sarvar Akramov · Jamoliddin Sharipov · Muradhodja Azamatov |
| Nữ       | Nhật Bản · Tomomi Mori · Tamaki Morikawa · Yui Takahashi · Ryoko Miyakawa · Shihoko Shinohara · Takako Inada · Azumi Fujita · Hiromi Maki · Sakae Honda · Natsumi Iwasaki · Shiori Nakajima · Yukiko Yoshimoto · Mai Nagashima                                        | Thái Lan · Wannapa Kanha · Kanyawee Sudtavee · Sasicha Phothiwong · Jiraprapa Tupsuri · Orathai Srimanee · Pavinee Netthip · Nipa Tiansawang · Hathairat Thongsri · Hataichanok Tappakun · Nipaporn Sriwarom · Chownee Phanlert · Prapasporn Sriroj · Siranya Srimanee · Pisayaporn Mokthaisong                | Uzbekistan · Elena Belova · Sadokat Ruzieva · Oliya Ahmedova · Maria Moiseeva · Olga Kim · Komola Usmanova · Makhliyo Sarikova · Mahkfuza Turapova · Aziza Ermatova · Zebo Juraeva · Nasiba Tursunova · Shakhnoza Shukurova                             |

## Nam

### Vòng loại

#### Bảng A
| Đội         | Trận | T | H | B | GB | TL | HS  | Điểm |
| ----------- | ---- | - | - | - | -- | -- | --- | ---- |
| Thái Lan    | 3    | 3 | 0 | 0 | 38 | 5  | +33 | 9    |
| Malaysia    | 3    | 2 | 0 | 1 | 12 | 11 | +1  | 6    |
| Ma Cao      | 3    | 1 | 0 | 2 | 7  | 14 | −7  | 3    |
| Afghanistan | 3    | 0 | 0 | 3 | 5  | 32 | −27 | 0    |

| Thái Lan | 23 – 2 | Afghanistan |
| -------- | ------ | ----------- |
|          |        |             |

| Malaysia | 5 – 2 | Ma Cao |
| -------- | ----- | ------ |
|          |       |        |

| Thái Lan | 7 – 2 | Ma Cao |
| -------- | ----- | ------ |
|          |       |        |

| Afghanistan | 1 – 6 | Malaysia |
| ----------- | ----- | -------- |
|             |       |          |

| Thái Lan | 8 – 1 | Malaysia |
| -------- | ----- | -------- |
|          |       |          |

| Ma Cao | 3 – 2 | Afghanistan |
| ------ | ----- | ----------- |
|        |       |             |

#### Bảng B
| Đội        | Trận | T | H | B | GB | TL | HS  | Điểm |
| ---------- | ---- | - | - | - | -- | -- | --- | ---- |
| Uzbekistan | 3    | 2 | 1 | 0 | 13 | 2  | +11 | 7    |
| Nhật Bản   | 3    | 2 | 1 | 0 | 5  | 0  | +5  | 7    |
| Việt Nam   | 3    | 1 | 0 | 2 | 6  | 10 | −4  | 3    |
| Hồng Kông  | 3    | 0 | 0 | 3 | 2  | 14 | −12 | 0    |

| Uzbekistan | 0 – 0 | Nhật Bản |
| ---------- | ----- | -------- |
|            |       |          |

| Hồng Kông | 1 – 5 | Việt Nam |
| --------- | ----- | -------- |
|           |       |          |

| Uzbekistan | 7 – 1 | Việt Nam |
| ---------- | ----- | -------- |
|            |       |          |

| Nhật Bản | 3 – 0 | Hồng Kông |
| -------- | ----- | --------- |
|          |       |           |

| Uzbekistan | 6 – 1 | Hồng Kông |
| ---------- | ----- | --------- |
|            |       |           |

| Việt Nam | 0 – 2 | Nhật Bản |
| -------- | ----- | -------- |
|          |       |          |

#### Bảng C
| Đội         | Trận | T | H | B | GB | TL | HS  | Điểm |
| ----------- | ---- | - | - | - | -- | -- | --- | ---- |
| Iran        | 4    | 4 | 0 | 0 | 41 | 4  | +37 | 12   |
| Liban       | 4    | 3 | 0 | 1 | 11 | 12 | −1  | 9    |
| Indonesia   | 4    | 2 | 0 | 2 | 7  | 12 | −5  | 6    |
| Ả Rập Xê Út | 4    | 1 | 0 | 3 | 15 | 29 | −14 | 3    |
| Kyrgyzstan  | 4    | 0 | 0 | 4 | 8  | 25 | −17 | 0    |

| Iran | 7 – 0 | Indonesia |
| ---- | ----- | --------- |
|      |       |           |

| Ả Rập Xê Út | 2 – 5 | Liban |
| ----------- | ----- | ----- |
|             |       |       |

| Iran | 15 – 1 | Ả Rập Xê Út |
| ---- | ------ | ----------- |
|      |        |             |

| Kyrgyzstan | 0 – 1 | Liban |
| ---------- | ----- | ----- |
|            |       |       |

| Indonesia | 4 – 0 | Ả Rập Xê Út |
| --------- | ----- | ----------- |
|           |       |             |

| Kyrgyzstan | 1 – 9 | Iran |
| ---------- | ----- | ---- |
|            |       |      |

| Liban | 2 – 10 | Iran |
| ----- | ------ | ---- |
|       |        |      |

| Indonesia | 3 – 2 | Kyrgyzstan |
| --------- | ----- | ---------- |
|           |       |            |

| Ả Rập Xê Út | 12 – 5 | Kyrgyzstan |
| ----------- | ------ | ---------- |
|             |        |            |

| Liban | 3 – 0 | Indonesia |
| ----- | ----- | --------- |
|       |       |           |

#### Bảng D
| Đội        | Trận | T | H | B | GB | TL | HS  | Điểm |
| ---------- | ---- | - | - | - | -- | -- | --- | ---- |
| Trung Quốc | 4    | 4 | 0 | 0 | 28 | 2  | +26 | 12   |
| Tajikistan | 4    | 2 | 1 | 1 | 27 | 4  | +23 | 7    |
| Qatar      | 4    | 2 | 1 | 1 | 25 | 7  | +18 | 7    |
| Đông Timor | 4    | 1 | 0 | 3 | 6  | 61 | −55 | 3    |
| Kuwait     | 4    | 0 | 0 | 4 | 0  | 12 | −12 | 0    |

- Trận Kuwait bị huỷ kết quả

| Trung Quốc | 1 – 0 | Tajikistan |
| ---------- | ----- | ---------- |
|            |       |            |

| Kuwait | 0 – 3 | Qatar |
| ------ | ----- | ----- |
|        |       |       |

| Đông Timor | 1 – 19 | Qatar |
| ---------- | ------ | ----- |
|            |        |       |

| Trung Quốc | 3 – 0 | Kuwait |
| ---------- | ----- | ------ |
|            |       |        |

| Tajikistan | 3 – 0 | Kuwait |
| ---------- | ----- | ------ |
|            |       |        |

| Đông Timor | 1 – 20 | Trung Quốc |
| ---------- | ------ | ---------- |
|            |        |            |

| Qatar | 1 – 4 | Trung Quốc |
| ----- | ----- | ---------- |
|       |       |            |

| Tajikistan | 22 – 1 | Đông Timor |
| ---------- | ------ | ---------- |
|            |        |            |

| Kuwait | 0 – 3 | Đông Timor |
| ------ | ----- | ---------- |
|        |       |            |

| Qatar | 2 – 2 | Tajikistan |
| ----- | ----- | ---------- |
|       |       |            |

### Loại trực tiếp
|  | Tứ kết            | Tứ kết     |            |       | Bán kết       | Bán kết       |  |  | Chung kết | Chung kết |
|  |                   |            |            |       |               |               |  |  |           |           |
|  | 01 tháng 11       |            |            |       |               |               |  |  |           |           |
|  |                   |            |            |       |               |               |  |  |           |           |
|  | Thái Lan          | 2          |            |       |               |               |  |  |           |           |
|  | Thái Lan          | 2          | 2 tháng 11 |       |               |               |  |  |           |           |
|  | Nhật Bản          | 1          |            |       |               |               |  |  |           |           |
|  | Nhật Bản          | 1          | Thái Lan   | 4     |               |               |  |  |           |           |
|  | 01 tháng 11       |            | Thái Lan   | 4     |               |               |  |  |           |           |
|  |                   | Uzbekistan | 1          |       |               |               |  |  |           |           |
|  | Uzbekistan        | Uzbekistan | 1          | 6     |               |               |  |  |           |           |
|  | Uzbekistan        |            | 3 tháng 11 | 6     |               |               |  |  |           |           |
|  | Malaysia          | 1          |            |       |               |               |  |  |           |           |
|  | Malaysia          | 1          | Thái Lan   | 4     |               |               |  |  |           |           |
|  | 01 tháng 11       |            | Thái Lan   | 4     |               |               |  |  |           |           |
|  |                   | Iran       | 7          |       |               |               |  |  |           |           |
|  | Iran              | Iran       | 7          | 18    |               |               |  |  |           |           |
|  | Iran              | 2 tháng 11 |            | 18    |               |               |  |  |           |           |
|  | Tajikistan        | 3          |            |       |               |               |  |  |           |           |
|  | Tajikistan        | 3          | Iran       | 7     |               |               |  |  |           |           |
|  | 01 tháng 11       |            | Iran       | 7     |               |               |  |  |           |           |
|  |                   | Trung Quốc | 1          |       | Tranh hạng ba | Tranh hạng ba |  |  |           |           |
|  | Trung Quốc (ph.đ) | Trung Quốc | 1          | 5 (4) | Tranh hạng ba | Tranh hạng ba |  |  |           |           |
|  | Trung Quốc (ph.đ) |            | 3 tháng 11 | 5 (4) |               |               |  |  |           |           |
|  | Liban             | 5 (2)      |            |       |               |               |  |  |           |           |
|  | Liban             | 5 (2)      | Uzbekistan | 3     |               |               |  |  |           |           |
|  |                   |            |            |       |               |               |  |  |           |           |
|  | Trung Quốc        | 2          |            |       |               |               |  |  |           |           |
|  | Trung Quốc        | 2          |            |       |               |               |  |  |           |           |

#### Tứ kết
| Uzbekistan                                                      | 6 – 1   | Malaysia   |
| --------------------------------------------------------------- | ------- | ---------- |
| Muhitdinov 8' 15' · Ergashev 12' 18' · Elibaev 16' · Anorov 23' | Đọc bài | Zainal 39' |

| Iran | 18 – 3  | Tajikistan                  |
| --- | ------- | --------------------------- |
| Daneshvar 1' 3' 22' · Taheri 5' 33' · Tayyebi 6' 7' · Mola-Ali 8' 19' 28' 28' · Hassanzadeh 9' 27' 40' · Kiaei 13' 19' 39' · Latifi 35' | Đọc bài | Khojaev 1' 31' · Jumaev 12' |

| Trung Quốc                                                   | 5 – 5 (s.h.p.) | Liban                             |
| ------------------------------------------------------------ | -------------- | --------------------------------- |
| Li Jian 17' 49' · Zhang Xiao 22' · Li Xin 32' · Zhang Xi 37' | Đọc bài        | Atwi 11' 25' 34' · Takaji 38' 46' |

|                                                       |       | Luân lưu 11m                            |  |
| Wu Zhuoxi · Zhang Xi · Zhang Xiao · Wang Wei · Li Xin | 4 – 2 | Abou Chaaya · Itani · Aboutaam · Takaji |  |

| Thái Lan         | 2 – 1   | Nhật Bản      |
| ---------------- | ------- | ------------- |
| Munjarern 4' 40' | Đọc bài | Yoshinari 39' |

#### Bán kết
| Iran                                                                                      | 7 – 1   | Trung Quốc    |
| ----------------------------------------------------------------------------------------- | ------- | ------------- |
| Bandi 4' · Daneshvar 17' · Tayyebi 18' 26' · Hassanzadeh 20' · Masoudi 21' · Mola-Ali 28' | Đọc bài | Wu Zhuoxi 33' |

| Thái Lan                                                              | 4 – 1   | Uzbekistan    |
| --------------------------------------------------------------------- | ------- | ------------- |
| Munjarern 2' · Khumthinkaew 8' · Ekkapong Suratsawang 13' · Innui 38' | Đọc bài | Muhitdinov 1' |

#### Tranh huy chương đồng
| Uzbekistan                              | 3 – 2   | Trung Quốc                  |
| --------------------------------------- | ------- | --------------------------- |
| Sharipov 8' · Elibaev 9' · Tojiboev 33' | Đọc bài | Wang Wei 7' · Liu Xinyi 19' |

#### Tranh huy chương vàng
| Thái Lan                                                   | 4 – 7   | Iran                                                                        |
| ---------------------------------------------------------- | ------- | --------------------------------------------------------------------------- |
| Khumthinkaew 12' · Munjarern 17' · Innui 34' · Saisorn 39' | Đọc bài | Taheri 5' 12' 15' · Hassanzadeh 6' · Latifi 16' · Daneshvar 21' · Kiaei 37' |

## Nữ

### Vòng loại

#### Bảng A
| Đội      | Trận | T | H | B | GB | TL | -   | Điểm |
| -------- | ---- | - | - | - | -- | -- | --- | ---- |
| Nhật Bản | 3    | 3 | 0 | 0 | 15 | 8  | +7  | 9    |
| Thái Lan | 3    | 2 | 0 | 1 | 27 | 5  | +22 | 6    |
| Iran     | 3    | 1 | 0 | 2 | 21 | 16 | +5  | 3    |
| Malaysia | 3    | 0 | 0 | 3 | 1  | 35 | −34 | 0    |

| Iran | 13 – 1 | Malaysia |
| ---- | ------ | -------- |
|      |        |          |

| Thái Lan | 2 – 3 | Nhật Bản |
| -------- | ----- | -------- |
|          |       |          |

| Nhật Bản | 7 – 6 | Iran |
| -------- | ----- | ---- |
|          |       |      |

| Thái Lan | 17 – 0 | Malaysia |
| -------- | ------ | -------- |
|          |        |          |

| Iran | 2 – 8 | Thái Lan |
| ---- | ----- | -------- |
|      |       |          |

| Malaysia | 0 – 5 | Nhật Bản |
| -------- | ----- | -------- |
|          |       |          |

#### Bảng B
| Team        | Trận | T | H | B | GB | TL | -  | Điểm |
| ----------- | ---- | - | - | - | -- | -- | -- | ---- |
| Uzbekistan  | 2    | 1 | 1 | 0 | 11 | 5  | +6 | 4    |
| Việt Nam    | 2    | 1 | 1 | 0 | 10 | 7  | +3 | 4    |
| Philippines | 2    | 0 | 0 | 2 | 4  | 13 | −9 | 0    |

| Việt Nam | 4 – 4 | Uzbekistan |
| -------- | ----- | ---------- |
|          |       |            |

| Philippines | 3 – 6 | Việt Nam |
| ----------- | ----- | -------- |
|             |       |          |

| Uzbekistan | 7 – 1 | Philippines |
| ---------- | ----- | ----------- |
|            |       |             |

### Placing round
| Đội         | Trận | T | H | B | GB | TL | -   | Điểm |
| ----------- | ---- | - | - | - | -- | -- | --- | ---- |
| Iran        | 2    | 2 | 0 | 0 | 35 | 4  | +31 | 6    |
| Philippines | 2    | 1 | 0 | 1 | 7  | 20 | −13 | 3    |
| Malaysia    | 2    | 0 | 0 | 2 | 4  | 22 | −18 | 0    |

| Malaysia | 2 – 5 | Philippines |
| -------- | ----- | ----------- |
|          |       |             |

| Iran | 17 – 2 | Malaysia |
| ---- | ------ | -------- |
|      |        |          |

| Philippines | 2 – 18 | Iran |
| ----------- | ------ | ---- |
|             |        |      |

### Loại trực tiếp
|  | Bán kết          | Bán kết  |                 |       | Chung kết | Chung kết |
|  |                  |          |                 |       |           |           |
|  | 2 tháng 11       |          |                 |       |           |           |
|  |                  |          |                 |       |           |           |
|  | Nhật Bản         | 6        |                 |       |           |           |
|  | Nhật Bản         | 6        | 3 tháng 11      |       |           |           |
|  | Việt Nam         | 1        |                 |       |           |           |
|  | Việt Nam         | 1        | Nhật Bản (ph.đ) | 2 (3) |           |           |
|  | 2 tháng 11       |          | Nhật Bản (ph.đ) | 2 (3) |           |           |
|  |                  | Thái Lan | 2 (1)           |       |           |           |
|  | Uzbekistan       | Thái Lan | 2 (1)           | 1     |           |           |
|  | Uzbekistan       |          |                 | 1     |           |           |
|  | Thái Lan         | 2        |                 |       |           |           |
|  | Thái Lan         | 2        | Tranh hạng ba   |       |           |           |
|  |                  |          |                 |       |           |           |
|  | 3 tháng 11       |          |                 |       |           |           |
|  |                  |          |                 |       |           |           |
|  | Việt Nam         | 1        |                 |       |           |           |
|  | Việt Nam         | 1        |                 |       |           |           |
|  | Uzbekistan (h.p) | 2        |                 |       |           |           |

#### Bán kết
| Nhật Bản                                                | 6 – 1   | Việt Nam             |
| ------------------------------------------------------- | ------- | -------------------- |
| Nakajima 6' 38' · Fujita 14' · Inada 18' 24' · Maki 21' | Đọc bài | Phan Thi Anh Dao 23' |

| Uzbekistan   | 1 – 2   | Thailand                    |
| ------------ | ------- | --------------------------- |
| Sarikova 31' | Đọc bài | Tappakun 13' · Sriwarom 39' |

#### Tranh huy chương đồng
| Vietnam                  | 1 – 2 (s.h.p.) | Uzbekistan       |
| ------------------------ | -------------- | ---------------- |
| Nguyen Thi Thu Huyen 17' | Đọc bài        | Usmanova 40' 47' |

#### Tranh huy chương vàng
| Nhật Bản                    | 2 – 2 (s.h.p.) | Thái Lan                    |
| --------------------------- | -------------- | --------------------------- |
| Morikawa 34' · Nakajima 35' | Đọc bài        | Sriwarom 22' · Srimanee 38' |

|                                       |       | Luân lưu 11m                             |  |
| Fujita · Takahashi · Nakajima · Inada | 3 – 1 | Tupsuri · Srimanee · Sriwarom · Phanlert |  |